# 723 a.C.

## Eventos
- No vigésimo ano da Primeira Guerra Messênia, os messênios abandonam Ithome, que é destruída pelos lacedemônios, terminando com a guerra.[1]
- 724/723: Aššur-išmanni, governador de Kalizi, magistrado epônimo da Assíria.[2]
- 723/722: Salmaneser, rei da Assíria, magistrado epônimo da Assíria.[2]